# Бразда
 Тази статия е за селото в Северна Македония.  За българското списание вижте Бразда (списание).  
Бразда (на македонска литературна норма: Бразда) е село в Северна Македония, в община Чучер (Чучер Сандево).

## География
Селото е разположено в областта Църногория - югозападните покрайнини на Скопска Църна гора, северно от столицата Скопие.

## История
Непосредствено южно от Бразда, на платото Градище има остатъци от антично селище, съществувало от VII до IV век пр. Хр. В него е открита ранноантичната Бразденска гробница, паметник на културата.
В края на ΧΙΧ век Бразда е българско село в Скопска каза на Османската империя. Според статистиката на Васил Кънчов от 1900 г. („Македония. Етнография и статистика“) Побоже е село, населявано от 376 жители българи християни.
Цялото християнско население на селото е под върховенството на Българската екзархия. Според патриаршеския митрополит Фирмилиан в 1902 година в селото има 15 сръбски патриаршистки къщи. По данни на секретаря на екзархията Димитър Мишев („La Macédoine et sa Population Chrétienne“) в 1905 година в Бразда има 464 българи екзархисти и в селото функционира българско училище.
При избухването на Балканската война в 1912 година един човек от Бразда е доброволец в Македоно-одринското опълчение. По време на войната в селото влизат сръбски части и е установена сръбска власт. На 16 октомври 1912 година в Бразда сръбският поручик Михайлович заявява пред събраните български първенци и кмета, че трябва да бъдат избити всички българи, които са участвали в дейността на ВМОРО.
След Междусъюзническата война в 1913 година селото попада в Сърбия.
На етническата си карта от 1927 година Леонард Шулце Йена показва Бразда (Brazda) като сръбско село.
На етническата си карта на Северозападна Македония в 1929 година Афанасий Селишчев отбелязва Бразда като българско село.
Според преброяването от 2002 година селото има 480 жители.
| Националност | Всичко |
| македонци    | 470    |
| албанци      | 0      |
| турци        | 0      |
| роми         | 0      |
| власи        | 0      |
| сърби        | 5      |
| бошняци      | 0      |
| други        | 5      |

## Личности
Родени в Бразда
- Ангел Тодоров, български революционер, деец на ВМОРО, през Първата световна война, по случай 15-а годишнина от Илинденско-Преображенското въстание, е награден с орден „За заслуга“ за заслуги към постигане на българския идеал в Македония[10]
- Кърсто Нешов, български революционер от ВМОРО, четник на Петър Журски[11]
- Лазо Нешов, осъден от сръбските власти за отстояване на българщината на 6 години, лежал 5 и половина[12]
- Сокол Данев, осъден от сръбските власти за отстояване на българщината на 15 години, лежал 10[12]
- Станко (Стойко) Нешов, македоно-одрински опълченец, 2 скопска дружина[13]
- Трайче Антов, български просветен деец
- Тошо Стефанов, български революционер от ВМОРО, четник на Михаил Чаков[14]